# والت ديزني
والتر إِلياس ديزني (بالإنجليزية: Walter Elias Disney)‏ (5 ديسمبر 1901 – 15 ديسمبر 1966) كان رَجُل أَعمال، و‌مُنتج، و‌مُخرِج، و‌سِينارِستِ، و‌اخْتِصاصيّ رُسُوم مُتحرِّكة أَمرِيكِيّ. يُعد دِيزنِي الشّخصِيّة المِحورِيّة لِتارِيخ سِينما الرُّسُوم المُتحرِّكة لِلأَطفال، كما يُعتبر أَيقُونة ثقافِيّة فِي هذا المجال، وذلِك بِفضلِ مُساهماتهِ الهامّة فِي صِناعة التّرفِيه خِلال مُعظّم القرن العِشرِين، والّتِي اِشتهرت بِشخصِيّات مِثل مِيكي ماوُس وبطوط. أَسِّس هُو وأَخوه رُوِيّ وليفر دِيزنِي شرِكة وُالت دِيزنِي بِاِعتِبارِهِما قُطبِي رِيادة الأَعمال بهُولِيوُود، والّتِي تحوّلتِ فِيما بعد إِلى شرِكة الإِنتاجِ الأَكثر شُهرة فِي مَجال الرُّسُوم المُتحرِّكة، وتُعد بِالوقت الحاليّ الشّركة الأكبر فِي مجال وسَائِل الإعلامِ والتّرفِيه بِالعالِم، وتُقدر بِعائِدات سنوِيّة تصل إِلى عشرات المِليارات مِن الدُّولارات.
ذَاع صِيت دِيزنِي بِوصفِه مُنتِجا سينمائِياً، مُبكراً فِي مَجال الرُّسُوم المُتحرِّكة، ومُصمِّماً لِلحدائِق والمُتنزِّهات وأيضاً كرجُل اِستِعراضِ شعبِيّ. بِجانِب فريِّق عملِه، اِبتكر شخصِيَّات كارتُونِيّة شهِيرة، وخاصَّة مِيكي ماوُس، كارِيكاتُور لِفَأْر، والذِي أدَّاها دِيزنِي بِصوتِه الأَصلِيّ، دُونالد دَاك وجُوفِي. وخِلال مسِيرتِه المِهنِيَة الطَّوِيلة والناجِحة، نال دِيزنِي سِت وعِشرِين جائِزة أُوسكار مِن أَصل تسع وخمسِين ترشِيحاً خِلال حيَّاتِه، وحصل علَى أَربع جوائزِ فَخرِّيَّة أُخرى، مِمَّا أهلهُ لِيكُون الشَّخص الأَكثر حُصُولاً على جوائز الأكادِيمِيّة. كَما حصل عَلى سَبع جوَائز إيمي، وتُسمِّت علَى اِسمه دِيزْنِي لَاند ودِيزنِي لَاند فلُورِيدا ودِيزْنِي لَاند هُونغ كُونغ وبَارِيس دِيزنِي لَاند ومُنتجع طُوكِيُو دِيزنِي ومُنتجع دِيزنِي لَاند شَنغهاي
تُوفي دِيزنِي فِي برنِانك بكالِيفُورنِيا فِي 15 دِيسِمبر عام 1966 بِسبب سَرَطان الرِّئة، مُخلَّفا ورائه إرثاً كبِيراً اِشتمل على عدداً كبِير مِن الرُّسُوم المُتحرِّكة القصِيرة والأَفلام الرِّوائِيّة الَّتِي أَنُتِجت طِيلة حيَّاتِه؛ إضافةٌ إِلى استُديُوهات وُالت دِيزنِي لِلرُّسُوم المُتحرِّكة ومَعهد كالِيفُورنِيا لِلفُنُون.

## سيرته

### بداية حياته: 1901-1920

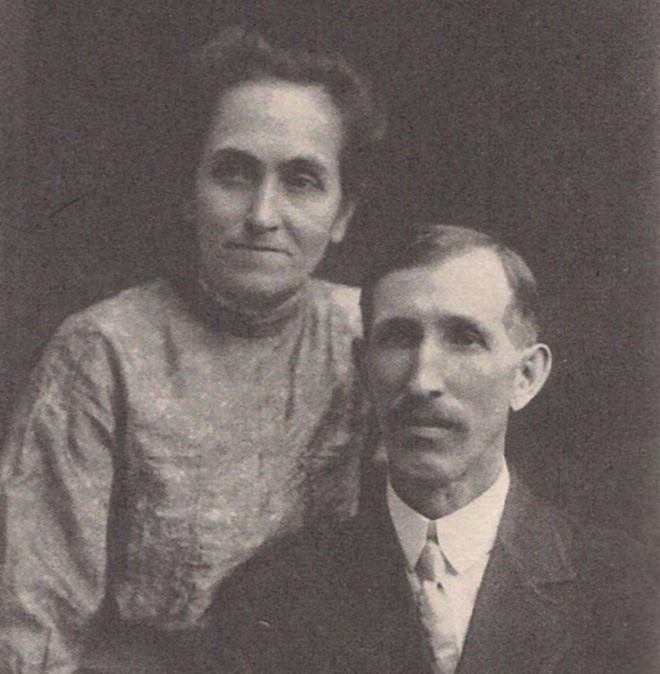
والدي والت ديزني، إلياس وفلورا كال.

وُلد والت دِيزنِي فِي الخامِس من دِيسِمبر عام 1901 بشِيكاغُو-إلينوي، وحظِي بِطُفُولة تقلِيدِيَّة. والِدُهُ، إِلياس دِيزنِي (1859-1941)، كَان مُزارِعا من أُصول أَيِرلندية، وُصل إِلى الوِلايات المُتّحِدة الأمِيركِيّة مِن كَنَدَا واِستقرّ فِي شِيكاغُو. عام 1888 بعد مَا تُزوِّج مِن السَّيِّدة فلُورَا كَال، مَعلمة فِي مدرَسة (1868-1938) والَّتِي كَانَتْ مَنُّ أُوهايُو، وذاتُ أُصول أَلمانِيّة. وُالت هُو الاِبن الرَّابع مَنّ بين خمسة أَبناء. كَان جِدُّه أروندال دِيزنِي سَلِيل رُوبِرت دِي إيزني قد هَاجر مِن كيكني بأَيِرلندا، وهُو رجُل فَرَنسِيّ قد سافر إِلى إِنجِلتِرا بِصحبة وِيليامُ الفاتِحِ عام 1066. تحوَّل دِي إزني بالإِنجلِيزِيَّة إِلى دِيزنِي، حيثُ اِستقرَّت الْعَائِلَةُ فِي قَرْيَة إنجليزية مَعْرُوفَةُ الْآنَ بَاسِم نورتون دِيزْنِي، شَمَالي مَدِينَة لينكولين إِلَى دِيزنِي، حيثُ اِستقرَّت العائِلة فِي قرية إنجليزية معرُوفة الآن باسِم نورتون دِيزنِي، شَمالي مدِينة لينكولين بمقاطعة لينكونشير.
في 1878، انتقل والد ديزني إلياس تشارليز ديزني من مقاطعة هورون، أونتاريو بكندا إلى الولايات المتحدة الأمريكية، حيث سعى إلى كاليفورنيا أولاً قبل انتقاله إلى المزرعة ليستقر بالنهاية مع والديه في إليس بكانساس حتى 1884. Barrier (2007)، p. 13 تزوَّج إلياس من فلورا كال في الأول من يناير عام 1888 بأركون بفلوريدا، والتي تبعُد أربعون ميلاً شمالاَ من المكان الذي سيُقام فيه عالم ديزني بالنهاية.
وفقاً للبعض، انتقلت عائلة ديزني عام 1906 إلى مزرعة قريبة من محيط مارسيلين بولاية ميسوري، وذلك هرباً من ارتفاع معدلات الجريمة بشيكاغو. وساعد أخوه لإلياس روبرت مادياً خلال طفولة والت المبكرة. فيما بعد، ذكر ديزني أنها كانت أسعد سنوات حياته، حيث لم يشارك هو أو أخته الصغرى روث في أعمال المزرعة نظراً لحداثة سنهما، بل قضيا معظم الوقت في اللعب. ومن الجدير بالذكر أن تجارب ديزني الأولى مع الرسم وشغفه الكبير بالقطارات ترجع إلى تلك الفترة. كان هناك خط سكة حديد يُدعى آتشيسون، توبيكا وسانتا في، والذي كان يمُر بالقرب من الحي. عند انطلاق صافرة القطار، كان يهرع كل من ديزني وروي لمشاهدته من أرضٍ مرتفعة، وما أن يراهما عمّهما مايك مارتن، والذي يقود القطار، حتى يلوِّح لهما مع صافرةٍ طويلة تليها اثنتين أقصر منهما كإشارةٍ لهما. التحق ديزني بمدرسة جديدة بمارسلين في خريف 1909، وبدأ الذهاب مع أخته روث حيث لم يلتحق بمدرسة نظامية من قبل. استمرا كل منهما بالمدرسة لمدة أربع سنوات حتى سقط إلياس فجأة وأصيب بالحمى التيفوئيدية، واضطر مُكرهاً إلى بيع مزرعته في 28 نوفمبر 1910، على الرغم من مساعدة أبناءه له، إلا أنه لم يتمكن من استكمال العمل بالمزرعة، وبذلك انتهت تلك الفترة الساحرة من حياة ديزني. وفي ذلك الوقت، وعاش والت مع عائلته في منزل مؤجر حتى عام 1910، وضاق أخويه الكبيران هربرت وراي ذرعاً من العمل المستمر مع القليل من المال، وهربا في خريف 1906. وبعد ذلك، انتقلت الأسرة إلى مدينة كانساس سيتي في 1911، حيث انضما كل من والت وروث إلى مدرسة بنتون جرامار بالقرب من منزلهما الجديد، وذلك وفقاً لملفات المدرسة العامة لمدينة كانساس. وكان ديزني قد انتهى من الصف الثاني في مارسيلين، لكنه اضطر إلى تكرار الصف ذاته في كانساس سيتي، وتخرج فيها في 8 يونيو 1911. وفي المدرسة، التقى والتر فايفر، المنتمي إلى عائلة تهوى المسرح، وقدم والت إلى عالم الاستعراض المسرحي والصور المتحركة. وقبل فترة طويلة، كان والت يقضي وقتاً طويلاً في منزله لوالتر أكثر من منزل عائلته، فضلاً عن حضوره لدورات في معهد كانساس سيتي للفنون بيوم السبت. وفي 1 يونيو 1911، بدأ إلياس العمل بكانساس في توزيع النسخ اليومية لجريدة نجمة مدينة كانساس. اتفق والت وأخوه روي على مساعدة أبيهما في توزيع الجرائد، والذي يُعد عملاً شاقاً يتطلب الاستيقاظ حتى منتصف الليل. وكانا يقومان في الصباح بتوزيع جريدة كانساس سيتي تايمز إلى حوالي 700 عميل، بينما في المساء يقومان بتوزيع صنداي ستار لأكثر من 600 عميل. وزاد عدد العملاء تدريجياً مع مرور الوقت. وكان والت يستيقظ في الصباح في الساعة 4:30، ويقوم بتوزيع الجرائد اليومية حتى ضرب جرس المدرسة، ويستأنف العمل ليلاً في الرابعة مساءاً وحتى وقت العشاء. وقد كلفه هذا الأمر كثيراً، فهو لم يكن طالباً مجتهداً بسبب عمله في توزيع الجرائد اليومية، ووجد أن العمل قد استنفد منه كثيراً، وجعله يواجه صعوبة في التركيز وكان يحصل في كثير من الأحيان على درجات ضعيفة جراء تقصيره وغفوته في الصف، وكان عرضةً أيضاً لأحلام اليقظة، وكان يحب قضاء وقته في رسم الخربشات وقد استمر في هذه العملية الروتينية لأكثر من ست سنوات.

### شبابه
ترك إلياس عمله في توزيع الجرائد وأصبح واحداً من أصحاب شركة أو-زيل المتخصصة في صنع المشروبات الغازية بشيكاغو، حيث انتقل هناك بعائلته. استكمل ديزني بعد ذلك دراسته بمدرسة ماكينلي الثانوية بشيكاغو. عمل ديزني مع والده في ذات الوقت وكان يحضر فصول ليلية بمعهد الفنون بشيكاغو تحت وصاية الفنان والمربي لويس جريل (1887–1960). وحين بلغ الخامسة عشر، حصل ديزني على عمل في الصيف ببيع الجرائد والدمى للمسافرين عبر خط سكة حديد سانت في. اهتم ديزني كثيراً بالقطارات أكثر من العمل نفسه والذي لم يحقق فيه نجاحاً كبيراً، كما أنهم في كثير من الأحيان كانوا يسرقون البضائع منه.
عمل ديزني رساماً كاريكاتورياً بجريدة معهده - صوت القرية- خلال سنوات دراسته. تميزت رسوماته الهزلية بالطابع الوطني السياسي، حيث تمركزت موضوعاته حول الحرب العالمية الأولى. في عام 1918، أراد ديزني أن يسير على خطى أخيه روي، والذي تم تجنيده في القوات البحرية، فترك المعهد ليلتحق بالجيش، ولكن لم يتم قبوله نظراً لحداثة سنه. لاحظ ديزني أن هيئة سيارات الإسعاف بالصليب الأحمر تقبل الشباب ذوي السابعة عشرة عاماً، فقام بتزوير شهادة ميلاده ليبدو كما لو أنه أتمّ السابعة عشر بالفعل وأنه وُلِد عام 1900 بدلاً من 1901. وبالفعل تم قبوله، ولكنه لم يشارك قط في القتال، وحين أنهى تدريبه انتقل إلى أوروبا حيث وقعت ألمانيا على الهدنة وانتهت الحرب في 11 نوفمبر 1918. مضى ديزني باقي الوقت كسائق بإسعاف الصليب الأحمر في فرنسا، وانتقل بعد ذلك إلى الضباط، وكان يتسلى بملئ سيارة الإسعاف برسوماته. في تلك الفترة بدأ ديزني يعتاد التدخين، وهي العادة التي رافقته لباقي حياته. في عام 1919، طلب ديزني بإعفائه من مهامه العسكرية وعاد مرة أخرى إلى الولايات المتحدة الأمريكية.

### بدايته المهنية: مع الرسوم المتحركة (1920–1937)

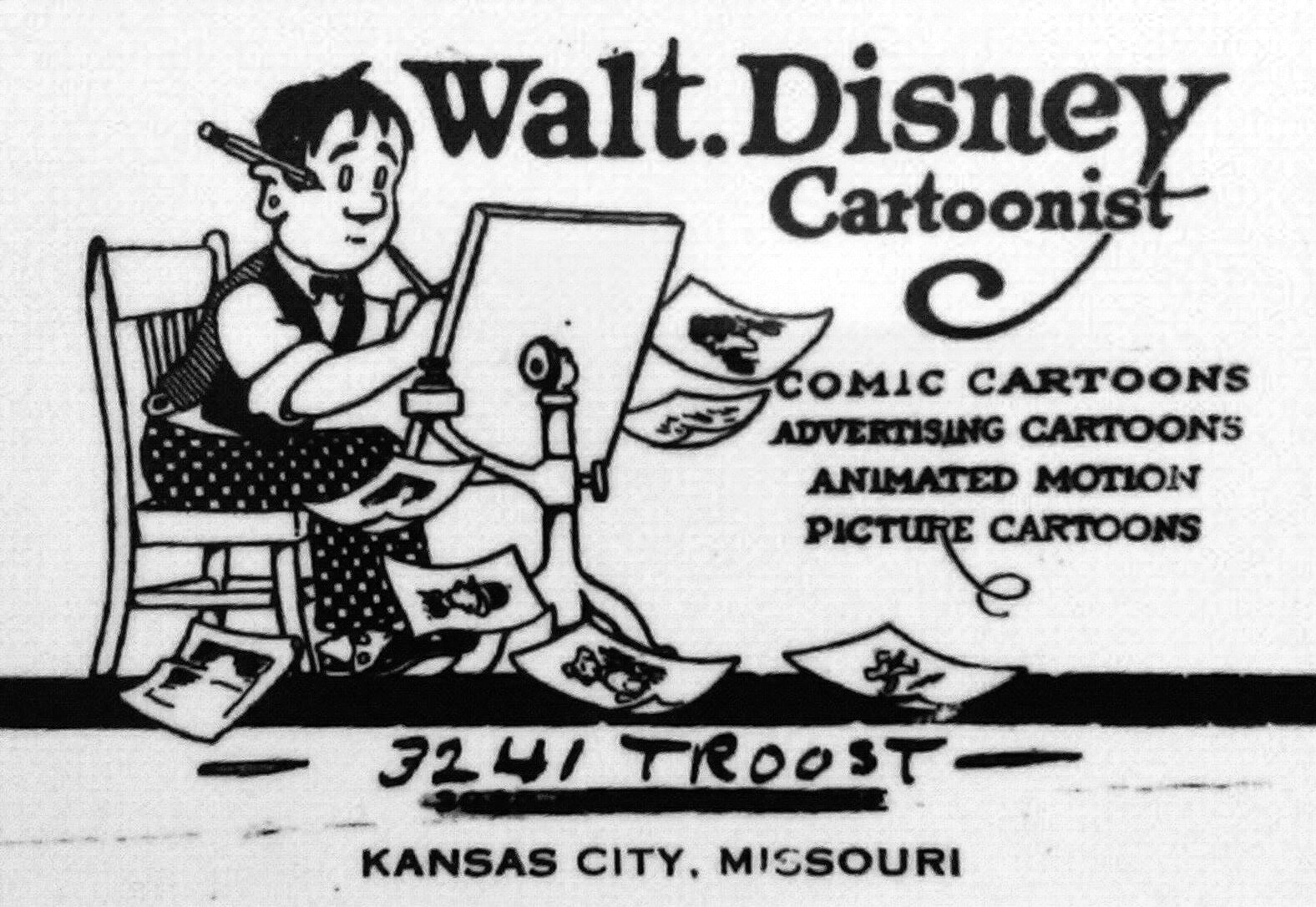

عقد ديزني العزم على امتهان مسيرته الفنية، ولذلك انتقل إلى مدينة كانساس عام 1919، تاركاً شيكاغو ومصنع أو-زيل. عمل أخوه روي بأحد بنوك المنطقة، وبفضل صديق له، حصل على وظيفة بإستوديو بيسيمن-روبن الفني، وهناك تخصص ديزني بإنشاء إعلانات للصحف والمجلات ودور السينما، وتعرف على رسام آخر، أب أيوركس، حيث ربطتهما صداقة وقررا البدء بإنشاء تجارتهما الخاصة. وفي عام 1920، أنشأ ديزني وأيوركس، والذي اختُصر اسمه إلى و.ب.أيوركس، شركة أيوركس-ديزني لتجارة الأعمال الفنية ولكن للأسف لم يحصلا على الكثير من العملاء، فاضطرا في النهاية إلى تركها. كان كلاهما قد تعاقد مع شركة كانساس سيتي لدعايا الافلام، حيث عملا بمجال الإعلانات المتعلقة بتقنيات الرسوم المتحركة البدائية لدور السينما المحلية. كان ديزني مولعاً بتحريك القصائص، وقضى أياماً عديدة بمكتبة كانساس العامة يتصفح كتب التشريح والميكانيكا وقرأ أيضاً كتاب إدوارد مويبريدج المتعلق بالرسوم المتحركة. استغل ديزني وقته بتلك الشركة في تجربة تقنيات الرسوم المتحركة والأفلام، حتى أنه استعار واحدةً من كاميرات الشركة لتجربتها بالمنزل.
بعد قضاءه عامين بشركة الدعاية، ظن ديزني أنه اكتسب الخبرة الكافية لبدء تجارته الخاصة. وفي عام 1922، أسس مع فريد هارمان شركة لاف-أو-جرام للأفلام، والمتخصصة في صناعة أفلام الرسوم المتحركة القصيرة المبنية على القصص الخيالية المشهورة والقصص القصيرة للأطفال مثل سندريلا أو القط ذو الحذاء، وقام ديزني بدراسة خرافات إيسوب كنموذج. وكانت الستة أعمال الأولى من لاف-أو-جرام عبارة عن حكايات. وقاما بفحص وفرز الرسوم الخاصة بهم في المسرح المحلي، الذي يملكه فرانك نيومان، والذي كان واحداً من عارضي المسرح الأكثر شعبية في مدينة كانساس سيتي.

### نيومان لاف-أو-جرام
قدما عرضهما باسم نيومان لاف-أو-جرام، واكتسبت رسوم ديزني الكارتونية شهرة واسعة في مدينة كانساس، وعقب نجاحه، كان ديزني قادراً على فتح الإستديو الخاص به، وأطلق عليه أيضاً اسم لاف-أو-جرام، حيث قاما بتعيين العديد من فناني الرسوم المتحركة، وكان من بينهم أخو فريد هارمان، هيو هارمن، إلى جانب كل من أيوركس ورودولف إيزينج وكارمن ماكسويل وفريزفريلينج. وافتتح في 18 مايو 1922، إلا أن تكاليف الإنتاج تجاوزت إيرادات الشركة ولم يكن بالاستطاعة تغطية رواتب الموظفين. ولم يكن باستطاعة ديزني توظيف المال بشكل جيد، أصبح الإستديو مكبلاً بالديون مما اضطره إلى نقل نشاطه إلى كاليفورنيا. في عام 1923، أعلن الاستوديو إفلاسه بعد فيلمه الأخير أليس في بلاد العجائب، والذي جمع بين الواقع الحقيقي والخيال، فقرر ديزني الانتقال إلى مركز صناعة السينما المزدهر، هوليوود، حيث قام ببيع كاميرته وحصل على المال الكافي لرحلة ذهاب وإياب بقطار كاليفورنيا. ترك ديزني أصدقائه القدامى وموظفيه، ولم يأخذ معه سوى فيلم أليس في بلاد العجائب.

### مهمته في هوليوود وزواجه

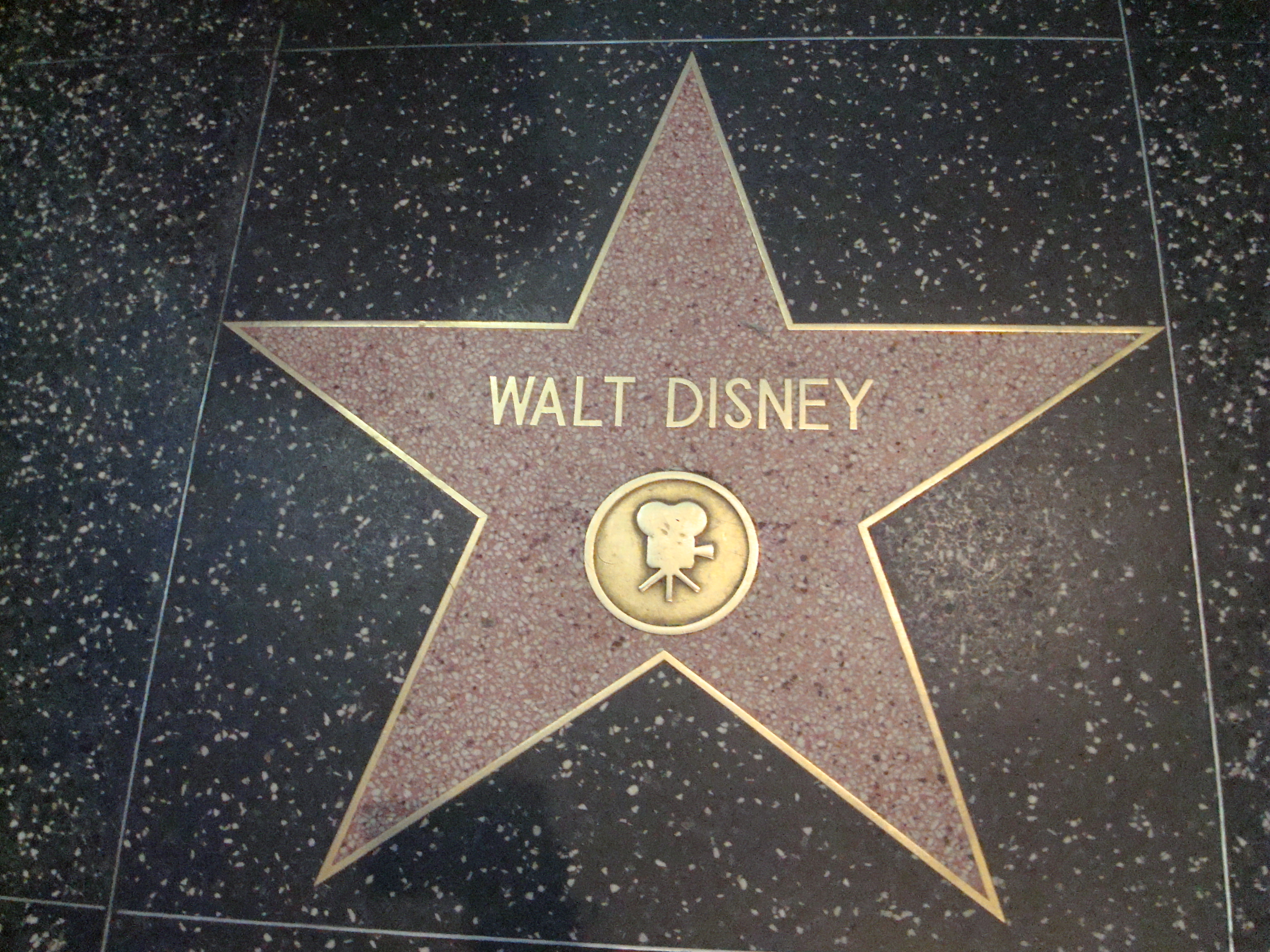
نجمة ممر الشهرة في هوليوود عن جملة إنتاجه السينمائي.

وصل ديزني إلى مدينة لوس أنجلوس وبحوزته أربعون دولاراً في جيبه وفيلماً لم يكتمل في حقيبته. أراد ديزني ترك سينما الرسوم المتحركة ظناً منه أنه لا يستطيع مجابهة استوديوهات نيويورك، وعزم أن يصبح مخرج أفلام واقعية، فسعى للحصول على عمل في هذا المجال ولكن دون جدوى. وبعد محاولاته التي باءت بالفشل، قرر ديزني تجربة حظه مع الرسوم المتحركة مرةً أخرى، وكان أول استوديو حظى به في مرآب عمه روبرت. وبعد شهرين في أكتوبر 1923، التقى ديزني أخيه روي بعد تعافيه من مرض السل بمستشفى المحاربين القدامى في لوس أنجلوس وأنشا استوديو للرسوم المتحركة في هوليوود. وأقنعه ديزني بتولي مسؤلية الإدارة المالية للاستوديو، وبالفعل وافق روي، وبناءاً على طلب من ديزني، حضرت الممثلة فرجينيا ديفيس، بطلة فيلم أليس في بلاد العجائب، من كانساس إلى هوليوود مع عائلتها. وبالمثل، فعل ذلك أيوركس وعائلته أيضاً، وكانت تلك بداية إستوديو الإخوة ديزن، الواقع في شارع هايبريون في منطقة البحيرة الفضية، حيث بقي حتى عام 1939، والذي كان يُعد بمثابة بذرة لشركة والت ديزني مستقبلاً. وفي عام 1925، استأجر ديزني شابة تُدعى ليليان بوندز من أجل تحبير وتلوين شريط الأفلام، وبعد فترة خطوبة قصيرة، تزوجا في 25 يوليو عام 1925.

### كوميديا أليس

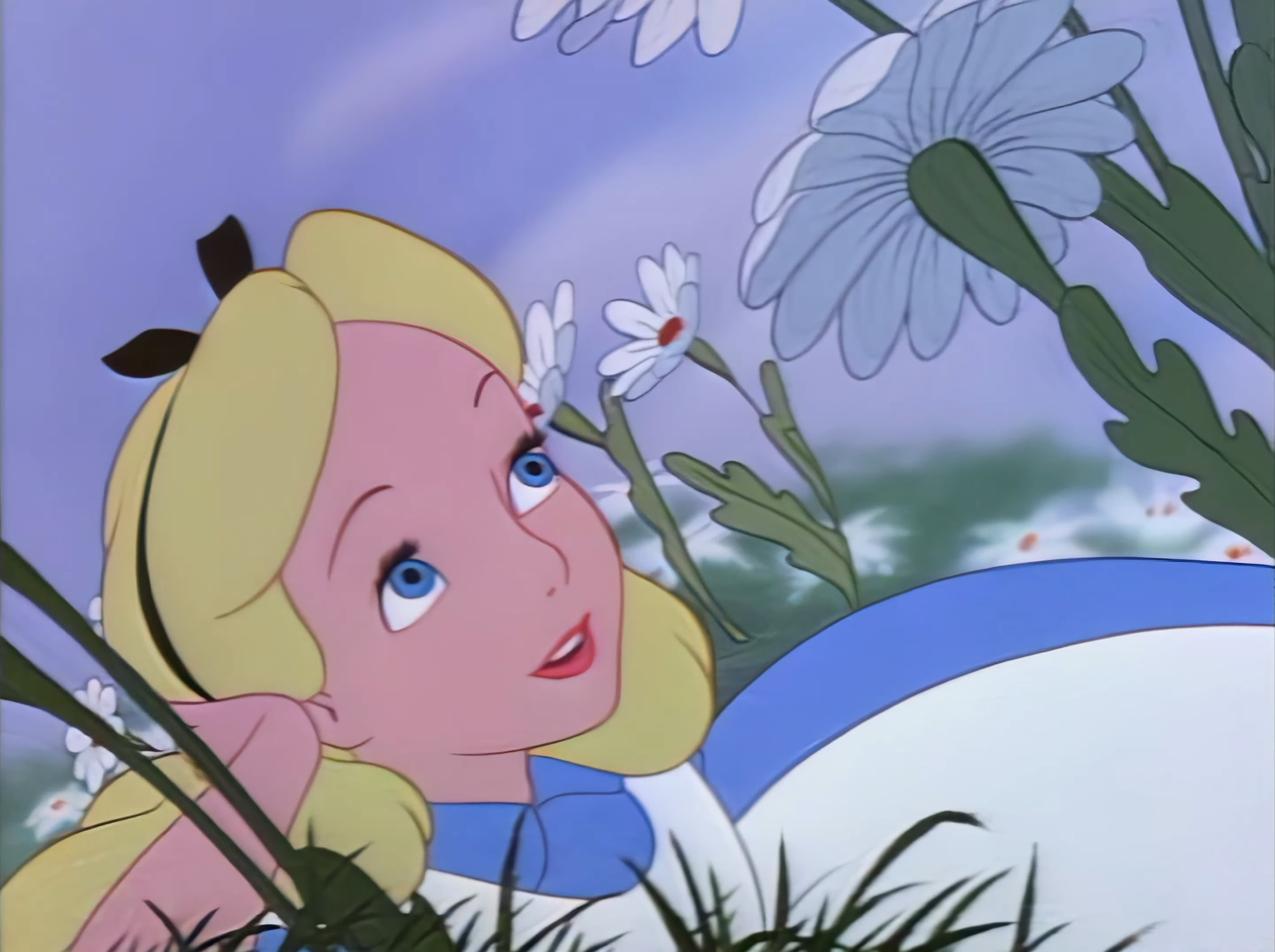
أليس في بلاد العجائب عام 1951.

بحثا كل من ديزني وروي على موزع لفيلمهم الجديد، والذي كان قد بدأ فيه في كانساس، إلا أنهما لم يتمكنا من إيجاد موزع له. أرسل ديزني فيلم أليس في بلاد العجائب إلى موزعة من نيويورك تدعى مارجريت وينكلر، والتي أبدت إعجابها الشديد بالفيلم، وقابلت ديزني من أجل إنتاج المزيد من الأفلام التي تجمع بين الرسوم المتحركة وبين الخيال الواقعي. قام ديزني بعمل الرسوم المتحركة بنفسه وإخراج مشاهد حية للعمل، في حين تولى روي دوراً غير مألوف عليه وقام بدور المصور، وعمل تصويراً فوتوغرافياً لكل من الرسوم المتحركة والمشاهد الحية. وكانت أول مقطوعة في سلسلة كوميديا أليس يوم أليس في البحر قد تم تسليمها في 26 ديسمبر 1923، وحصل إستديو الأخوين على أول ربح لهما بلغا 1500 $. وحققت الأفلام الجديدة كوميديا أليس وأليس الكوميدية نجاحاً عظيماً، وتولى الممثلان داون أوداي ومارجي جاي بطولة تلك الأفلام فيما بعد، لا سيما بعدما غادرت فرجينيا تلك السلسلة بسبب اعتراض ديزني على متطلبات والديها بزيادة الأجر، وبعد ذلك، تولى لويس هاردويك الدور بإيجاز. مع الوقت، انتهت تلك السلسلة عام 1927، حيث أصبحت شخصيات الرسوم المتحركة محط الاهتمام وخاصة القط يوليوس والذي يُذكر بالقط فيليكس.

### أوزوالد الأرنب المحظوظ
في عام 1927، طلب تشارليز منتز- والذي تزوج من مارجريت وينكلر وتولى مقاليد تجارتها- سلسة أفلام جديد برسوم متحركة فقط، وستقوم بتوزيعها شركة يونيفرسال بيكتشرز لكارل ليميل. قام أيوركس برسم وابتكار الشخصيات، وحققت تلك السلسة نجاحاً فورياً مما أدى إلى ازدهار لاستوديو، ومن ثمّ تمكن والت من العودة إلى كلٍ من هارمن، إيزينج، ماكسويل وفريلينج بمدينة كانساس.
في فبراير 1928، سافر ديزني إلى مدينة نيويورك للتفاوض على اتفاق اقتصادي جديد مع مينتز، ولكنه تفاجأ حين أعلن مينتز ليس فقط أنه سيدفع مبلغاً أقل لقاء كل فيلم قصير أنتجه، بل أنه أيضاً لم يكن لديه الفنانين الرئيسيين لديزني- بما في ذلك ماكسويل وفريلينج، وليس أيوركس- بموجب العقد، وأنه سينشئ استوديو خاص به إن لم يقبل ديزني العمل بأجر أقل. كانت حقوق ملكية أوزوالد في ذلك الوقت تعود لشركة يونيفرسال وليس إلى ديزني، وبالتالي تمكنوا من استكمال العمل بدونه.
رفض ديزني عرض مينتز وخسر معظم العاملين بالإستوديو حيث انتقل الموظفون الذين شكلوا نواة استوديو وينكلر إلى مينتز وشقيق زوجته جورج وينكلر. بالرغم من ذلك، قامت شركة يونيفرسال فيما بعد بتخصيص إنتاج سلسة أفلام أوزوالد لجزء من شركتها التي يديرها والتر لانتز، مما اضطر مينتز إلى تخصيص جزء من الاستوديو لإنتاج الأفلام لإنتاج أفلام قصيرة لكريزي كات. من ناحية أخرى، ابتكر كل من هارمن وإيزينج وماكسويل وفريلينج شخصيةً مشابهةً لأوزوالد، بوسكو، لليون شليسنجر ووارنر برزرز، وبدءوا العمل شيئاً فشيئاً على الدفعات الأولى من سلسلة لوني تيونز. ومن الجدير بالذكر أن شركة ديزني استعادت حقوق أوزوالد في عام 2006 بعد 78 عاماً.

### ميكي ماوس
قرر ديزني ابتكار شخصية جديدة بعدما خسر حقوق ملكية أوزوالد. اختُلِفَ القول فيما إن كانت شخصية الفأر، والذي في الأساس مشابه لأوزوالد، بيد أن أذناه مستديرتان وليست ممدودتان، تعود إلى ديزني، والذي في الغالب منسوبة إليه، أم إلى أيوركس. على كل حال، كلاهما شارك في ابتكار تلك الشخصية. كانت الأفلام الأولى تعود إلى أيوركس، وبرز اسمها بالصحف المشهورة. ذكرت بعض المصادر أن الفأر في البداية كان اسمه مورتيمر ولكن فيما بعد أطلقت عليه ليليان ديزني اسم ميكي ماوس. بالرغم من ذلك، ووفقاً لبوب توماس، فإن هذا الكلام يُعدّ غير صحيح، واستشهد على كلامه بشخصية تُدعى مورتيمر ماوس، عم ميني ماوس، والذي ظهر عام 1936.
كان أول ظهور لميكي ماوس في الخامس عشر من مايو عام 1928 بفيلم صامت، كباقي أفلام ديزني في ذاك الوقت، يُدعى«بلين كريزي». بعد فشل ديزني بإثارة إعجاب الموزعين بفيلم بلين كريزي أو بما تلاه«ذا جلوبين جوتشو»، ابتكر ديزني فيلماً صوتياً بعنوان«ستيمبوت ويلي». قام رجل الأعمال بان باورز بتوزيع الفيلم بتقنية الثينفون، وهو نظام لتزامن الصوت. حقق الفيلم نجاحاً ساحقاً، وتمت إضافة الأصوات للأفلام القصيرة السابقة، ومنذ ذلك الحين، أصبحت أفلام ديزني صوتية، وأصبح ديزني مسؤلاً بنفسه عن أصوات أفلامه القصيرة الأولى، وأدى شخصيتة ميكي ماوس بنفسه حتى عام 1947.
حقق ميكي ماوس نجاحاً عظيماً وصل إلى أن في عام 1935 كافئت عصبة الأمم ديزني بميدالية ذهبية وأعلنت ميكي ماوس رمزاً دولياً للنوايا الحسنة. تم إدخال الكوميديا إلى قطاع الصحافة عام 1930، حيث كتب ديزني السيناريو ورسم أيوركس الشخصيات. منذ عام 1930 وعلى مدار عقد كامل، امتلئ السوق بمنتجات ذات علاقة بتلك الشخصيات، بدءاً من ألعاب الأطفال وساعات اليد وصولاً إلى سوار ألماسي بتصميم كارتيير. أبدى العديد من الشخصيات العامة إعجابهم بشخصية ميكي ماوس مثل الممثلة ماري بيكفورد، رئيس الولايات المتحدة فرانكلين روزفلت، وصولاً إلى بينيتو موسوليني وملك إنجلترا جورج الخامس.

### سيلي سيمفونياس
بجانب سلسلة أفلام ميكي ماوس، أطلق ديزني سلسلة أفلام موسيقية جديدة باسم سيلي سيمفونياس عام 1929. سُمِّي الجزء الأول برقصة الهيكل العظمي، وقام برسمه وتحريكه بالكامل أيوركس. والذي كان مسؤلاً عن جزء كبير من أفلام ديزني عام 1928 و1929. وعلى الرغم من أن كلاهما حقق نجاحاً كبيراً، إلا أن استوديو ديزني لم يكن متأكداً بشأن مشاركة الأرباح مع إستوديو باورز، وقام بتوقيع عقد توزيع جديد مع شركة كولومبيا بيكتشرز. سئم أيوركس من وضع التبعية في الإستوديو على الرغم من أنه قام بمعظم العمل، وأقنعه باورز بافتتاح استوديو خاص به بعقد حصري. بحث ديزني بشدة عن شخص يستطيع أن يحل محل أيوركس، لاسيما أنه لم يستطع هو نفسه الرسم بنفس الطريقة أو بنفس السرعة، وقيل أن أيوركس كان يرسم 700 رسمة باليوم لأفلام ميكي القصيرة.
في ذلك الوقت، أطلق أيوركس سلسلة أعماله الناجحة حول شخصية فيليب الضفدع في أول فيلم قصير برسوم متحركة صوتية بالألوان بعنوان فيديل ستيكس. ابتكر أيضاً سلسلتين أخرتين هما: ويلي ووبر وكوميكولور. هدد ذلك النجاح هيمنة ديزني على صناعة سينما الرسوم المتحركة.
تعاقد ديزني مع عدة أشخاص للقيام بالعمل الذي كان باستطاعة أيوركس القيام به بنفسه. في عام 1932، أطلق ديزني أول فيلم ملون له باسم ورود وأشجار، ضمن سلسلة سيلي سيمفونياس، والذي نال جائزة الأوسكار كأفضل فيلم قصير للرسوم المتحركة عام 1932. في نفس العام، نال ديزني أيضاً جائزة الأوسكار الفخرية عن ابتكاره لشخصية ميكي ماوس، وتم تنفيذ بعض الأفلام القصيرة بالألوان عام 1935. سرعان ما ظهرت مسلسلات مشتقة تضم شخصيات جديدة مثل دونالد البط، وجوفي وبلوتو.

### حياته الخاصة
بعد عدة محاولات عقب زواجهما في 25 يوليو عام 1925، أنجبت ليليان طفلة تًدعى ديان ماري ديزني في 18 ديسمبر عام 1933، وتُوفِيت عام 2013 عن عمرٍ يناهز 79 عاماً. ومع عدم وجود فرصة أخرى للإنجاب، تبنّى ديزني وزوجته طفلة ثانية تُدعى شارون ماي ديزني عام 1936، والتي أنجبت كاثرين سبيتكتيب عام 1988 وتُوفِيت عام 1993. بينما تُوفِيت ليليان في السادس عشر من ديسمبر عام 1997.

## العصر الذهبي للرسوم المتحركة

### جنون ديزني: سنو وايت والأقزام السبعة

غلاف فيلم سنو وايت والأقزام السبعة.

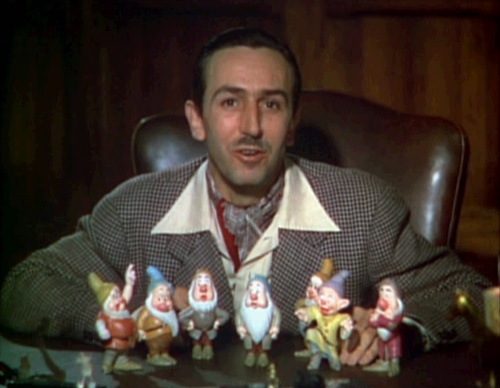
ديزني يستعرض الأقزام السبعة.

بالرغم من كِبَر إيرادات الاستوديو، إلا أنها كانت تزال غير كافية لديزني، والذي بدأ عام 1934 التخطيط لإنتاج فيلم طويل. حين انتشر الخبر في مجال صناعة الرسوم المتحركة عن نية ديزني إنتاج فيلم طويل عن بياض الثلج. اعتُبِرت الفكرة«جنون ديزني»، وكان الجميع على يقين من أن هذا المشروع سيدمر الاستوديو بالنهاية، وحاول كل من ليليان وروي ردع ديزني عن تلك الأفكار. استعان ديزني بالبروفيسور دون جراهام من معهد كونيارد الفني لتشكيل قالب للإستوديو، واستخدم الأفلام القصيرة بسلسلة سيلي سيمفونياس كمعمل للتجارب حول الرسوم المتحركة الواقعية للبشر، ابتكار شخصيات كرتونية بسمات محددة، المؤثرات الخاصة، واستخدام العمليات المتخصصة والأجهزة مثل الكاميرا متعددة الاستخدام.
وُجِهَت كل تلك الجهود لرفع المستوى التقنيّ للاستوديو بحيث يكون قادراً على إنتاج فيلم بالجودة المطلوبة لديزني. استمرت عملية إنتاج فيلم سنو وايت والأقزام السبعة منذ 1935 وحتى منتصف 1937 حتى نفذ المال من الإستوديو. ولضمان استمرارية جمع الأموال الضرورية لاستكمال الفيلم، اضطر ديزني لعرض مونتاج سابق عن الفيلم لبنك لمدراء البنك الأمريكي، والذين قدموا المال لإنهاء عملية الإنتاج. بلغت الميزانية الأولية للفيلم 250.000 دولار، وانتهت إلى 1.488.000 دولار، وتم عرض الفيلم بمسرح كارثاي سيركل في الحادي والعشرين من ديسمبر عام 1937 حيث استُقبِل بحفاوة بالغة عند انتهاء العرض.
تم توزيع فيلم بياض الثلج، أول فيلم رسوم متحركة طويل بالإنجليزية وأول فيلم استخدم تقنية التصوير بالألوان، عن طريق شركة راديو-كيت-أورفيم عام 1938، وكان الفيلم الأكثر نجاحاً على شباك التذاكر، وبلغت إيراداته 8 ملايين دولار (مما يعادل حالياً 98 مليون)  خلال عرضه الأول.
مكّن نجاح هذا الفيلم ديزني من افتتاح استوديوهات جديدة في بوربانك في الرابع والعشرين من ديسمبر 1939، وفي 1940، أنتجت الاستوديوهات أفلام طويلة جديدة: بينوكيو وفانتازيا. كان فانتازيا تحديداً رهان محفوفٌ بالمخاطر، حيث كان بدون حبكة موحدة، بالإضافة أنه كان يحوي في البداية صوراً متحركة مع ثمان مقطوعات موسيقية كلاسيكية (من بينها مقطوعات لبيتهوفن، باخ، سترافينيسكي) على نفس غرار سيلي سيمفونياس، وكانت النتائج متفاوتة جداً.
في نفس الوقت، استمروا بإنتاج أفلام قصيرة جديدة للنجوم (ميكي ماوس، دونالد، جوفي وبلوتو)، وسلطوا الضوء على أفلام مثل الخياط الشجاع (1938) والمؤشر (1939)، حيث لعب دور البطولة في كلا الفيلمين الفأر ميكي ماوس. انتهى إنتاج الأفلام القصيرة لسلسلة سيلي سيمفونياس في 1939.

### إضراب 1941

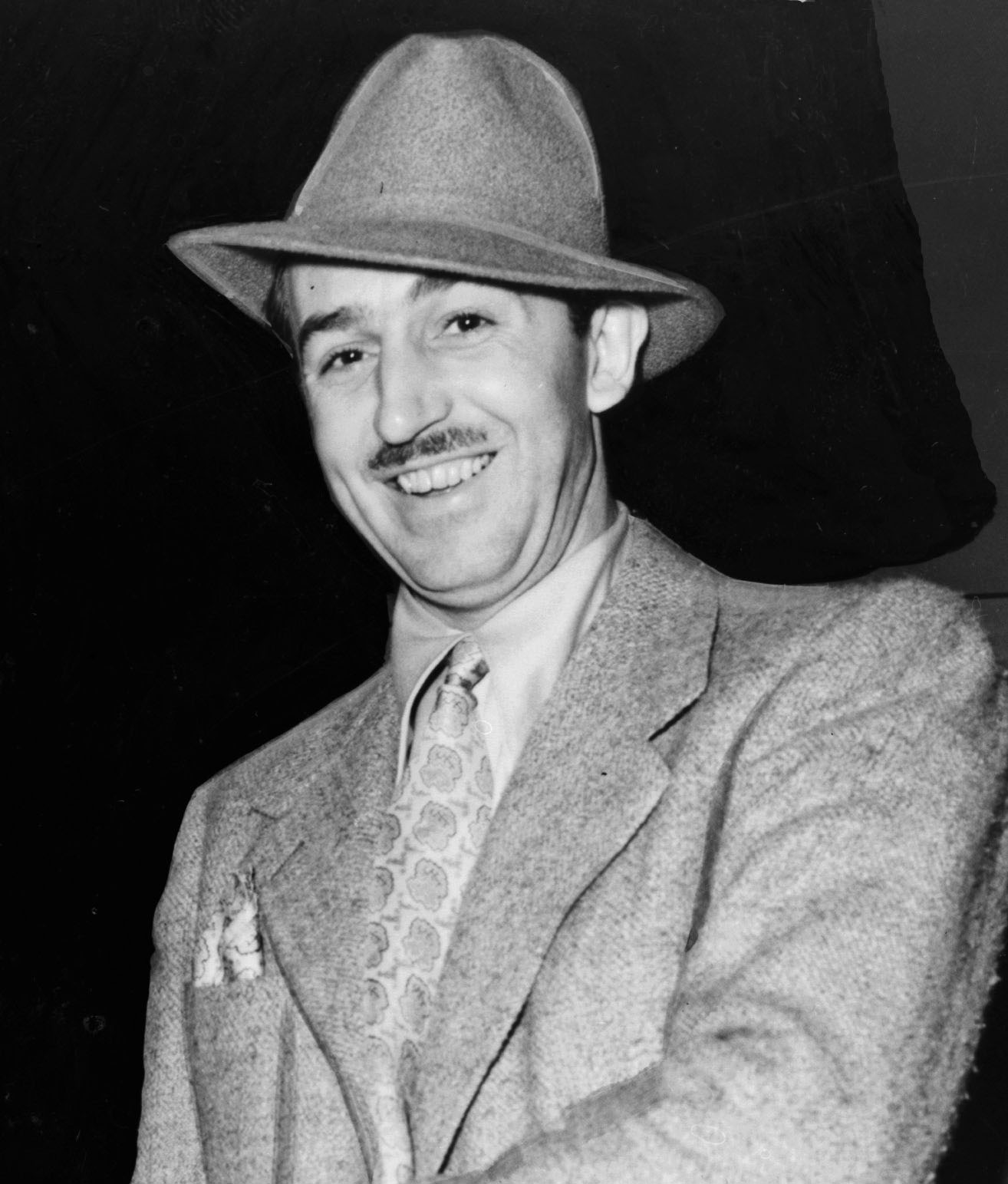
والت ديزني عام 1938.

بعد عدة محاولات من المنظمة النقابية للعاملين في صناعة الرسوم المتحركة، تم إنشاء نقابة لرسامي الكاريكاتور، والتي نشرت مبكراً حملة نشطة لتجنيد تابعين لها بين العاملين، وعلى الرغم من أن معظم الإستودوهات اعترفت بها، إلا أن ديزني رفض السماح لموظفيه بالانتساب لها. من ناحية أخرى، تصاعدت موجة من الاستياء بين العاملين بالإستوديو عام 1937. على الرغم من أن العاملين كانوا يتقاضون الأجر الأعلى بهذا المجال، إلا أنهم اعتبروا أنه لم يفِ بوعده لهم بشأن المكافآت على العمل لساعات إضافية أثناء إنتاج الأفلام الطويلة بالشركة. حقق فيلم بياض الثلج نحاجاً غير مسبوق بسينما الرسوم المتحركة، ولم يتم إشراك العاملين في الأرباح، حيث كان ديزني مديوناً بسبب افتتاح الإستوديوهات الجديدة في بوربانك وإنتاج فيلمين طويلين: بينوكيو وفانتازيا، واللذان لم يحققا النجاح المنشود. بالإضافة إلى ذلك، لم يتم تعريف العديد من العاملين في اعتمادات الأفلام.
في 1941، حاول هيربيت سوريل، الزعيم الأساسي للنقابة بين العاملين لدى ديزني، حاول التفاوض من أجل الاعتراف بالنقابة، ولكن ديزني رفض. تبنى الفنانون ذوي المكانة الهامة بالاستوديو مثل آرت بابيت وويل تيتلا تلك القضية، واعتبرها ديزني خيانة شخصية مما دفعه لطرد بابيت وستة عشر عاملاً آخر. في الثامن والعشرين من مايو، أعلن عدد كبير من العاملين الإضراب، وفي هذا الصباح وصل ديزني الاستوديوهات فوجدها مغلقة بمئات المعتصمين.
تصاعدت حدة التوتر مع استمرار الإضراب، وانخفض عدد العاملين بالاستوديو إلى النصف، ونشبت محاولات للاشتباك بينهم، فحسب الشهود، كان ديزني بنفسه على وشك ضرب بابيت. قبل انتهاء الإضراب بقليل، وبناءاً على اقتراح من نيلسون روكفيلير مدير العلاقات لوكالة أمريكا اللاتينية بوزارة الخارجية، توجه ديزني إلى أمريكا اللاتينية كسفير للنوايا الحسنة، مما ساعد على التخفيف من حدة التوتر بين الطرفين.
في النهاية، وبعد ضغط من الرأي العام والذي كان مواتياً لصالح الإضراب، وبفضل وساطة الحكومة الفيدرالية والعديد من المجموعات بدافع الضغط، ومن بينهم الدائن الرئيسي: بنك أمريكا، وافق ديزني على الاعتراف بالنقابة. انتهى الإضراب في التاسع والعشرين من يوليو بعد استمراره لتسعة أسابيع. حصل العاملون على مرتبات أفضل، وتم الاتفاق على نظام للاعتراف بعملهم في الاعتمادات، وبالرغم من ذلك، لم يكن من السهل العودة للوضع الطبيعي، فلم يسامح ديزني المضربين أبداً، وتم طرد بعضهم وفقاً للقانون، والبعض الآخر اختار المغادرة بسبب العداء الذي تعرضوا له في بيئة عملهم. من بين الذين غادروا لسبب أو لآخر: فلاديمير ويليامتيتلا، جون هوبلي، ستيفن بوسوستو، ديف هيلبرمان ووالت كيلي. ودمر ذلك الإضراب صورة شركة والت ديزني كشركة عائلية متناغمة، والتي استمرت حتى عام 1930، ولكنها لم تقلل على الإطلاق من إقبال الجمهور على علامتها التجارية.

### الحرب العالمية الثانية وما بعدها: 1950–1941

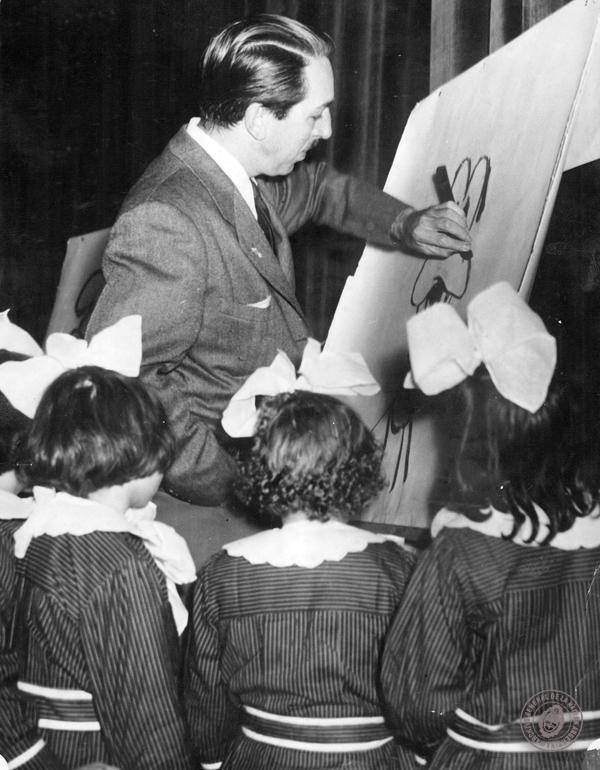
ديزني يرسم غوفي لمجموعة من الفتيات في الأرجنتين، 1941

بالرغم من عدم تحقيق بينوكيو وفانتازيا نجاحاً كبيراً كبياض الثلج، إلا أن فيلم دامبو الحنون، والذي لم يتوقف إنتاجه أثناء الإضراب، تم عرضه لأول مرة في أواخر أكتوبر عام 1941، وحقق نجاحاً كبيراً وأصبح مصدر دخل هام للاستوديو. بعد ذلك بقليل، وفي شهر ديسيمبر، دخلت الولايات المتحدة الأمريكية الحرب العالمية الثانية، وتعاونت استوديوهات ديزني مع الحكومة بشكل وثيق عن طريق إنتاج أفلام تعليمية وتدريبات عسكرية تهدف إلى رفع الروح المعنوية للقوات الحربية. مثل الأفلام القصيرة: دير فرهوس فيس، التعليم من أجل الموت، العاطفة والمنطق، والذي فاز بجائزة أكاديمية فنون وعلوم الصور المتحركة، والفيلم الطويل: الانتصار عن طريق القوات الجوية عام 1943، والذي دافع عن فكرة بناء العديد من قاذفات القنابل لكسب الحرب.
بالرغم من ذلك، مرت استوديوهات ديزني ببعض الصعوبات الاقتصادية لبعض الوقت، فلم تعد الأفلام الدعائية تدر الأرباح، ولم يأتِ فيلم بامبي، الفيلم الطويل التالي لديزني، بالنتائج المرغوبة حين عرض عام 1942. ومن أجل تخفيض التكاليف، لم يتم إنتاج أفلام طويلة جديدة خلال عام 1940، بل تم تجميع أفلام قصيرة أبرزها: تحية الأصدقاء (1942)، ومتممهُ الفرسان الثلاثة (1945)، أغنية الجنوب (1946)، متعة وحرية خيالية (1947)، ومغامرات إكابود والسيد تود (1949)، وهذا الفيلم مكون من قسمين: الأول مبني على أسطورة سليبي هولو لواشنطن إيرفينيج، والثاني مبني على الرياح في الصفصاف لكينيث جراهام. وبهدف درّ الأرباح، كان لديزني فكرة عظيمة: في 1944، أعاد ديزني افتتاح فيلم بياض الثلج مرة أخرى، حيث جعل منها عادة بإعادة اتتاح الأفلام الطويلة للشركة لمدة ست سنوات.

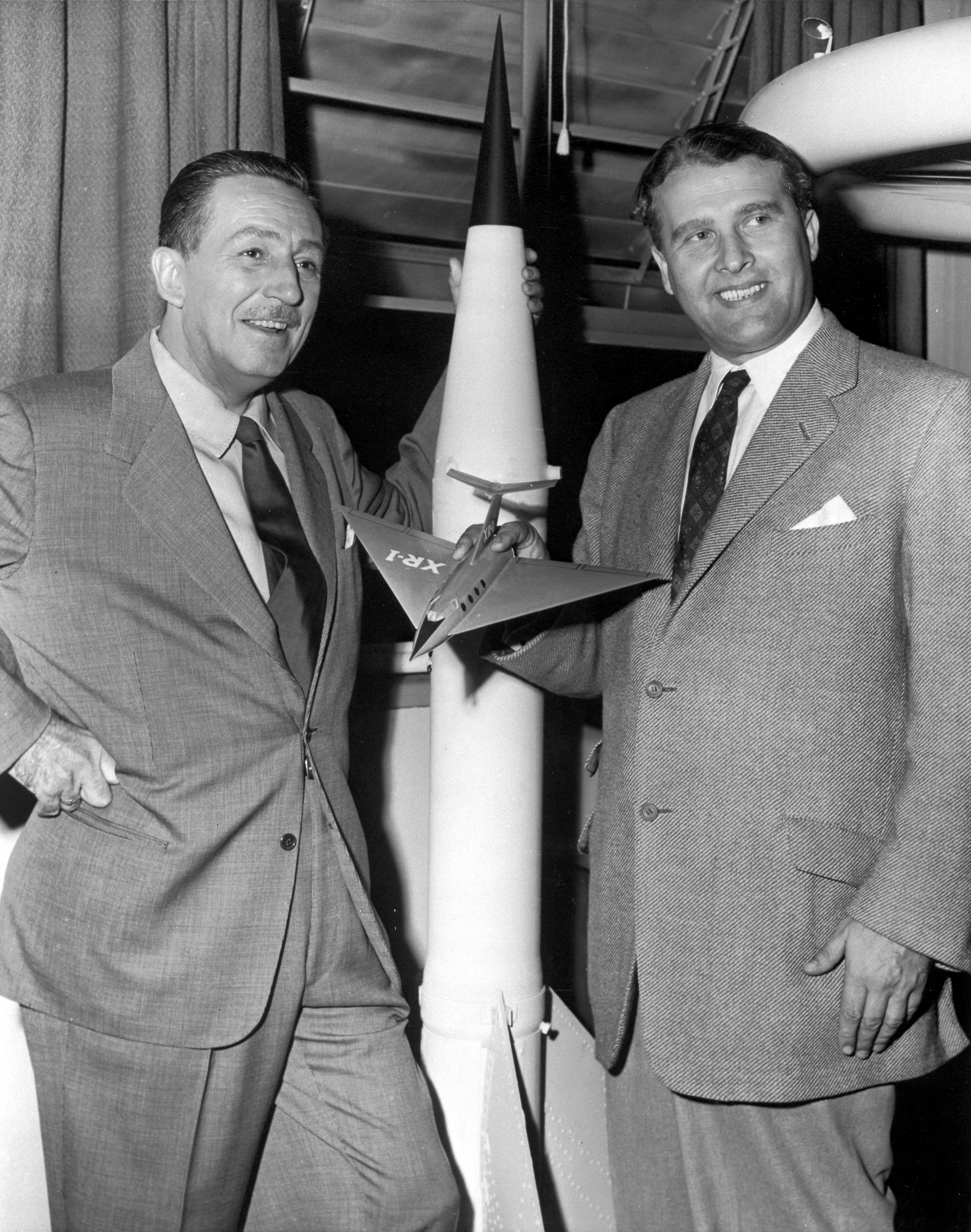
ديزني بصحبة فيزيائي الصواريخ فيرنر فون براون.

بعد الحرب، وبالرغم من الازدهار الذي شهدته أمريكا، تغيرت عادات المستهلك السينمائي، فلم يعد يهتم العارضون بالأفلام القصيرة بعدما كانت لا غنى عنها في بداية أية دورة سينمائية، وبدءوا يطالبون بالأفلام الطويلة فقط. قبل ذلك، قام ديزني بتنويع عروضه متجهاً نحو إنتاج أفلام أطفال بصورة حقيقية، سلسلة مغامرات الحياة الحقيقية عام 1948، وهي أفلام وثائقية حول الطبيعة وبرامج تليفزيونية.
في نهايات 1940، تعافى الإستوديو بالشكل الكافي لاستكمال إنتاج أفلام جديدة مثل: سندريلا، والذي كان فيلم ديزني المفضل بالحياة، وكان أول فيلم طويل تم إنتاجه بواسطة استدوديوهات ديزني منذ إنتاج بامبي عام 1942. تبعه فيما بعد أليس في بلاد العجائب (1951) وبيتر بان عام (1953)، وتم نقد كلا الفيلمين لتجميل الأعمال الأصلية- للويس كارول وجيمس باري على التوالي- حيث تخلص من كافة العناصر المزعجة مما جعلها أساطير غير منطقية وآمنة.

### ديزنيومطاردة الساحرات
بعد إضراب 1941، شعر ديزني بعدم ثقة عميقة من قِبل النقابات. في عام 1947 وخلال السنوات الأولى من الحرب الباردة، شهد ديزني أمام لجنة نشاطات الأمم المتحدة الأمريكية وأنكر أن هيربيت سوريل وديفيد هيلبرمان وويليام بوميرانس، الموظفين القدامى والنشطاء النقابيين محرضّين شيوعيين، مبرراً أن الإضراب كان استيراتيجية من الحزب الشيوعي الأمريكي لكسب نفوذ في هوليوود.
توجد وثائق تظهر أن ديزني عَمِلَ كعميل سري في مكتب التحقيقات الفيدرالي بداية من 1940 وحتى 1954، وهو العام الذي بلغ فيه رتبة الاتصال بالعملاء الخاصة بأمر من إدغار هوفر. وقد أظهرت تلك الوثائق أيضاً أن نصوص بعض الأفلام تم تعديلها من قِبَل المباحث الفيدرالية، حيث كانت إحدى مخاوفهم تتمثل في الصورة التي أعطاها ديزني في أفلامه عن وكلائهم مثل فيلم رتق القط عام 1965. ومن المثير للفضول، أن نفس الوثائق كشفت أن ديزني قد خضع للتحقيق من قِبَل المنظمة نفسها التي كان ينتمي لها كمشتبه به في أعمال تخريبية.

## إمبراطورية ديزني

### سكة حديد باثيفيك كارولوود
في عام 1949، حصل ديزني وأسرته على قصر وملكية كبيرة بمنطقة هولمبي هيلز بلوس أنجلوس، حيث استغلها في تحقيق حلمه بامتلاك سكة حديد خاصة به. بمساعدة الأصدقاء، وارد وبيتي كيمبل، وضع ديزني الخطط وبدأ بإنشاء قطار مصغر أطلق عليه اسم«سكة حديد باثيفيك كارولوود»، وهو اسم الشارع القديم الذي كان يقطن به ديزني، كارولوود درايف. قام روجر بروجي، عامل بالاستوديو، بتصميم قاطرة البخار، وأُطلِقَ عليها اسم ليلي بيل، تكريماً لزوجة ديزني.

### ديزني لاند

ديزني لاند.

منذ عام 1940 وديزني يفكر ببناء مدينة ترفيهية ليستمتع العاملين وعائلاتهم بوقت فراغهم فيها. مع مرور الوقت، كبر ذلك الحلم المتواضع حتى أصبح ديزني لاند.
وذُكِرَ أن هناك مدينتين كانتا مصدر إلهام لمشروع ديزني: الأولى أرض الخيال بأوكلاند كاليفورنيا، والتي أُنشِئت عام 1950، والثانية حدائق تيفولي بالعاصمة الدنيماركية كوبنهاغن. وذُكِر أيضاً أن ديزني أُلهِمَ بإنشاء ديزني لاند بحديقة«جمهورية الأطفال» الواقعة بمانويل جونيت، لابلاتا، الأرجنتين، وقام بافتتاحها عام 1951، بالرغم من أن البعض اعتبرها محض أسطورة.
خلال اكتمال فكرة ديزني، زار عدة مدن ترفيهية، ولكن بشكل عام تميزت بالقذارة والإدارة السيئة. كانت الخطة الرئيسية إنشاء المدينة بمكان قريب من الاستوديوهات، ولكن مدينة بوربانك رفضت إعطاءه تصريح للبناء، بجانب أن الأرض كانت صغيرة جداً. حصلت الشركة على أرض بمساحة ستة عشر آكر (سبعمائة وثلاثون ألف متر مربع)، وكانت في الأصل مزرعة برتقال وجوز بأناهيم، مقاطعة أورانج المجاورة للوس أنجلوس.
في عام 1952، أنشأ ديزني فرعاً جديداً لشركته للتعامل مع تخطيط وبناء المدينة الترفيهية، شركات ويد (حيث جمع الأحرف الأولى لاسمه والت إلياس ديزني). شارك بعض العاملون بالاستوديو بالمشروع كمصممين ومهندسين. بدأ إنشاء ديزني لاند في الواحد والعشرين من يوليو عام 1954، وافتُتِحت أبوابها أمام الجمهور في الثامن عشر من يوليو عام 1955.

### التوسع
حين بدأت شركة والت ديزني للإنتاج بإنشاء ديزني لاند، أبدت اهتمامها أيضاً بمجالات أخرى لصناعة الترفيه. يُعَد جزيرة الكنز (1950) أول فيلم واقع حقيقي للشركة، والذي مالبثَ أن تبعتهُ أفلام أخرى: 20000 ألف فرسخ تحت الماء (في سينماسكوب، 1954)، كلب الشاجي (1959) ومصيدة الوالدين (1960).
أدركت شركة ديزني مبكراً أهمية التلفاز، فأنتجوا أول برنامج تليفزيوني عام 1950، ساعة في أرض العجائب. رعى ديزني برنامج يُدعى ديزني لاند على سلسلة قنوات إي بي سي بهدف الترويج لمدينته الترفيهية الجديدة، وقام ببثّ سلسلة أفلام قديمة أيضاً. يُعَد برنامج نادي ميكي ماوس أول برنامج تليفزيوني يومي، مع تغيير الاسم مراراً، حتى بدايات عام 1990.
أدت توسعات الاستوديو وتنوع مجالاته إلى قلة اهتمام ديزني بقسم الرسوم المتحركة، حيث أوكل مهام أكثر في كل مرة إلى رساميه وبثقة، والذين أُطلِقَ عليهم اسم«العجائز التسع». بحياة ديزني، ابتكر قسم الرسوم المتحركة أفلاماً طويلة متنوعة حققت نجاحاً كبيراً مثل: النبيلة والشارد (في سينماسكوب عام 1955)، 101 كلب (1961)، الأميرة النائمة (سوبرتكنيراما 70 عام 1959)  والسيف العجيب (1963).
استمر إنتاج الأفلام القصيرة حتى عام 1956، ثمّ قرر ديزني إغلاقه، ومنذ ذلك الحين قدموا بعضاً منها ولكن بشكلٍ متقطع. في بداية حقبة الستينات، حققت إمبراطورية ديزني نجاحاً عظيماً، وأصبحت شركة والت ديزني للإنتاج هي الشركة الأهم والمتخصصة في الترفيه العائلي بالعالم. بعد عدة عقود من المحاولات، حصل ديزني أخيراً على حقوق كتاب مربية بقوى سحرية للروائية باميلا ترافيرز، وفي عام 1964، تمّ افتتاح فيلم ماري بوبينز، والذي جمع بين الرسوم المتحركة وبين الواقع الحقيقي، وقد حقق أيضاً نجاحاً كبيراً لمصنع ديزني (تمّ ترشيحه لجائزة أقضل فيلم فيلم بالأوسكار ولكنه خسر أمام فيلم سيدتي الجميلة). بنفس العام، قدم ديزني عدة تطورات بالمعرض العالمي بنيويورك، من بينها الشخصيات السمعية-المتحركة، والتي استُخدِمَت فيما بعد كعامل جذب لديزني لاند وأيضاً من أجل مشروع المتنزه الجديد بالساحل الشرقي، والذي خطط له ديزني مذُّ افتتاح ديزني لاند. في عام 1965، تم الإعلان عن بناء المتنزه الجديد، عالم ديزني، بالقرب من أورلاندو بفلوريدا، وتمّ افتتاحه بعد موت ديزني بقليل.
قبل وفاته بقليل، اهتم ديزني بافتتاح منتجعاً للتزلج (منتجع ديزني مينيرال كينج للتزلج)، ولكن بالنهاية تمّ إلغاء المشروع بسبب احتجاج المنظمات البيئية.

## وفاته
توقف والت ديزني عن تطوير عالم ديزني بالأشهر الأخيرة من عام 1966، حيث تم التشخيص بإصابته بسرطان في الرئة اليسرى، بعد عمرٍ قضاهُ في التدخين بشراهة. وعلى الرغم من ذلك، لم يدخن ديزني قط أمام أطفال.
في 1966، كان من المقرر لديزني القيام بعملية جراحية بالعنق بسبب إصابة قديمة ناجمة عن لعبة البولو لسنوات عديدة بنادي ريفييرا في هوليوود. اجتاز ديزني الفحص الطبي بمشفى سانت جوزيف بجوار مبنى الاستوديو، وتعرض لسكتة قلبية.
توُفِيَ ديزني في الخامس عشر من شهر ديسمبر عام 1966، وذلك قبل إكماله للخامسة والستين بعشرة أيام. تم حرق جثته في السابع عشر من ديسمبر بغابة لاون سيميتري بغنديل، كاليفورنيا.
نفَّذ أخوه روي مشروع المدينة الترفيهية بفلوريدا، وقد أصرّ على تسميتها«عالم والت ديزني» تكريماً لأخيه. تُوُفِيَ روي بعد ثلاثة أشهر من افتتاح المدينة عام 1971. وقبل وفاته بدقائق، كان ديزني قد تم تجميده. وزُعم بأنه تم إدخال جسده، وهو لا يزال على قيد الحياة، في غرفة وتم تجميده في درجات حرارة منخفضة؛ بغية تقدم العلوم والعمل على إعادة إحيائه وإشفاء رئته المريضة. وكان لهذه القصة أثرًا بالغًا في جميع أنحاء العالم، واضعين في الاعتبار أن ديزني يُعد مثالًا للتجميد في حالة الحاجة الماسة إلى فعل ذلك.

### إمبراطورية ديزني اليوم

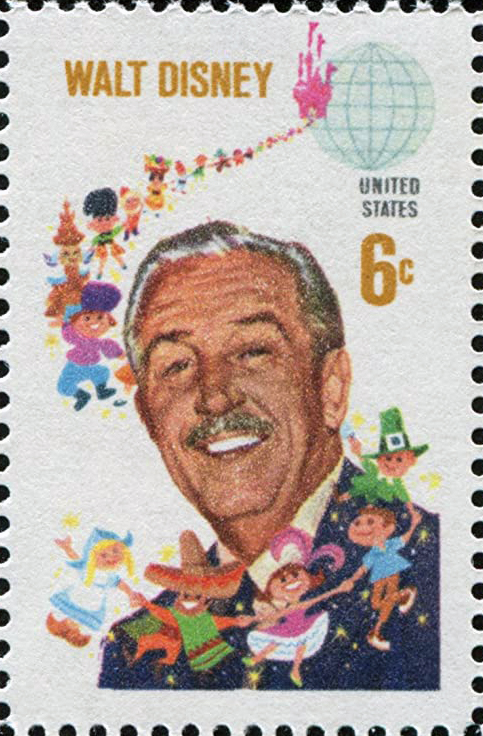
طابع بريد يحمل صورة والت ديزني عام 1968.

في الواقع الحالي، فإنّ الإستوديو الصغير للرسوم المتحركة الذي أنشأه كلاً من والت ديزني وروي، قد تحوّل إلى واحدة من أكبر الشركات بمجال الترفيه بدخل سنويّ يبلغ 36.000 مليون دولار. تُدير شركة والت ديزني ثمانية عشر مدينة ترفيهية، تسعٌ وثلاثين فندقاً، ثمانية عشر استوديو سينمائي، أحد عشر قناة تليفزيونة بالاشتراك، وقناة واحدة أرضية (سلسلة إي بي سي).
استمر استوديو والت ديزني للصور، الاستوديو السينمائي الأهم بالشركة، بإنتاج أفلام رسوم متحركة طويلة بمعدل فيلماً واحداً بالسنة. بالإضافة إلى ذلك، في مايو 2006، حصلت شركة والت ديزني على استوديوهات بيكسار للرسوم المتحركة، والتي أنتج أفلامها ديزني، وقد حققوا بالسنوات الماضية نجاحاً أكبر من الأفلام التي أنتجها استوديو والت ديزني للصور.

### ديزني في تاريخ الرسوم المتحركة
من الصعب أن نغفل عن مكانة وأهمية والت ديزني في تاريخ سينما الرسوم المتحركة، فقد كان الأول باستخدام عدة ابتكارات فنية بسينما الرسوم المتحركة مثل الصوت، الألوان أو الكاميرا متعددة الوظائف. خلال اثنتا عشرة عاماً (بين 1928 و1940)، استطاع ديزني أن يحوِّل الرسوم المتحركة المهملة إلى شكلٍ من أشكالِ الفنون المتطورة. حظى ديزني بفريقٍ من فناني الرسوم المتحركة من الدرجة الأولى، والذين تمتعوا بعدة مزايا، ولكن بالرغم من ذلك، كانوا دائماً مبهمين نظراً لأن شركة الدعاية والإعلان استنتجت أن ديزني بنفسه هو الكاتب الفعلي والوحيد للجميع الأفلام، وتُعَدّ حالة إيويركس هي المثال النموذجي لذلك الوضع; فبالرغم من أهميته في صناعة الأفلام القصيرة الأولى بالشركة، وابتكار ميكي ماوس، إلا أنه بالكاد يكون معروفاً حالياً.
قام ديزني بتحويل الرسوم المتحركة إلى منتج للاستهلاك الجماهيري; فقد صرَّح في عدة مناسبات وبمنتهى الصراحة أن هدفه كان الوصول لأكبر عدد ممكن من الجماهير فوق أي اعتبار لنوع الفن. بالرغم من أن الكثير من أفلامه كانت من روائع سينما الرسوم المتحركة، إلا أن تملُّق الذوق العام أدى مع الوقت إلى ظهور ميل للفن الهابط والعاطفة المبالَغ فيها. بعد وفاة ديزني، استمرت الرسوم المتحركة لشركة والت ديزني على نفس الخُطى. نتج عن نجاح أفلام ديزني أن جزءاً كبيراً من الجمهور اعتبر أن أفلامه هي الطريقة الوحيدة الممكنة لصناعة أفلام الرسوم المتحركة ، وقد أدى ذلك إلى إعاقة ظهور مقترحات بديلة داخل سينما الرسوم المتحركة بشكل كبير.

## الأيدولوجية
ارتكزت أيدولوجية والت ديزني، كما ظهر في أفلامه، على الدفاع بشكل كامل عن قيم أسلوب الحياة الأمريكي، والتي شكَّلت لديه اعتقاداً راسخاً. كانت الأيدولوجية الاستعمارية الجديدة تكمنُ في أفلام ديزني التي تمَّ تسليط الضوء عليها، من بينها ما كتبه آريل دورفمان وأرماند ماتيل آرت بمقالتهم المشهورة: كيفية قراءة البط دونالد (1971).
هناك مسألة مثيرة للجدل للغاية، وهي التعاطف الذي أبداهُ ديزني للأنظمة الفاشية الأوروبية بالسنوات التي سبقت الحرب العالمية الثانية. فوفقاً لبعض المصادر، فقد التقى بموسيلليني في روما مرة أو مرتين خلال 1930. أيضاً قيلَ أنه رافق محامي الشركة، جونثر ليسسينج، إلى مسيرات بوند الألمانية الأمريكية، وهي منظمة أمريكية مؤيدة للنازية، مما يُعَدّ دليل على مساعدته وتعاطفه مع النازية. وبالرغم من ذلك، فإنَّ الشاهد الرئيسي لذي وثَّق وجود ديزني في هذه المسيرات ليس نزيهاً على الإطلاق: فهو آرت باببيت الذي أقاله ديزني من عام 1941 قبل إضراب العاملين بالاستوديو الشهير. من المعروف أيضاً أن ديزني كان واحداً من رجال أعمال السينما القلائل الذين رحبوا علانيةً بالمخرجة الألمانية ليني ريفنستال أثناء زياراتها لهوليوود عام 1938، في حين أن أغلب من عمِلوا بذلك المجال قد أغلقوا أبوابهم في وجهها.
على أيَّةِ حال، إن كان ديزني قد أبدى تعاطفه مع الأنظمة الفاشية، فقد أنكر حالما دخلت بلاده الحرب ضد دول المحور. أثناء الحرب تعاون ديزني مع الحكومة لصنع العديد من الأفلام الدعائية، من أبرزها الفيلم القصير دير فورهور فيس، والذي ظهر فيه كل من هيتلر، موسيلليني وهيروهيتو برسوم كاريكاتورية وانتهى بقصيدة عن فضائل الديموقراطية. في بعض الأحيان وُصِفَ ديزني بأنه معادٍ للسامية، وذلك لأنّه أظهر اليهود كشخصيات نمطية وحاقدة في بعض أفلامه القصيرة عام 1930، وتحديداً بفيلم الخنازير الثلاثة (1933).
مما لاشك فيه أن ديزني كان معادٍ للشيوعية بشدّة، وذلك بسبب إضراب عام 1941 بنسبة كبيرة، حيث عزا ذلك إلى مناورات الحزب الشيوعي الأمريكي للسيطرة على مجال صناعة السينما. ووفقاً لشهادته أمام لجنة الأنشطة الغير أمريكية، صرّح بأنه يعتقد اعتقاداً راسخاً بأن الشيوعية شكّلت تهديداً خطيراً لأسلوب الحياة الأمريكية.
لا يمكن إثبات أنَّ ديزني ناضل في أي حزب سياسي. خلال عام 1950 دعَّمَ ديزني الحزب الجمهوري مالياً. أما في شبابه، فقد كان ديزني جزءاً من منظمة ماسونية تُدعى أوردين دي مولاي. ووفقاً لشهادته الخاصة، فإن انتماءه لتلك المنظمة لعب دوراً كبيراً في تشكيل شخصية ديزني وتكوينه. ولا يعُرَف عن معتقدات ديزني الدينية سوى القليل، فقد عُمِّدَ كعضو في الكنيسة الأبرشانيّة (في الواقع، لقد سُمِّيَ والتر تكريماً لقسيس تلك الكنيسة، والتر بار)، ولكن لايبدو أنه كان رجلاً متديناً على الرغم من احترامه العميق للدين كضامن للقيم الراسخة. كتب ديزني نصاً حول أهمية القيم الدينية في المجتمع وفي حياته الخاصة، ويُعَدُ ذلك واحداً من الوثائق القليلة المعروفة عن أفكاره الدينية، والتي كتبها لكتاب عن الصلاة نُشِرَ لرولان جامون عام 1963.

## في مجال الخيال
- إنقاذ السيد بانكس (2013). قام بأدائه الممثل توم هانكس.[152]
- والت قبل ميكي (2015). قام بأدائه الممثل توماس إيان نيكولاس.[153]

## جوائز الأوسكار

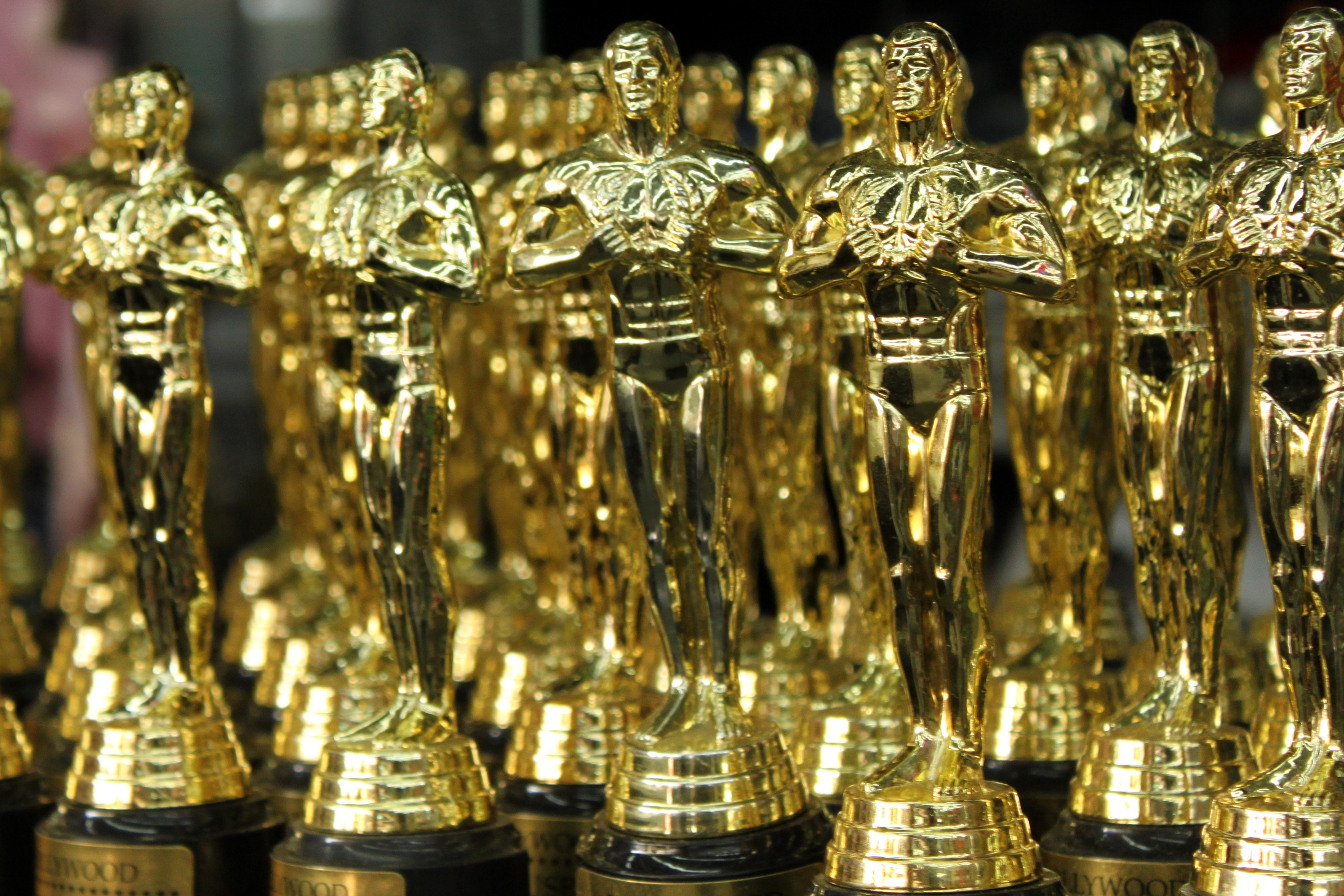
تمثال جائزة الأوسكار.

تمثال جائزة الإيمي.

على مدار حياته المهنية كمنتج أفلام سينمائية، فاز ديزني باثنان وثلاثين جائزة أوسكار، أربعٌ منهم كانت فخرية. 12 من تلك الجوائز مُنِحَت لأفلام الرسوم المتحركة القصيرة، وهي الفئة التي اكتسحت إنتاجات ديزني تقريبا خلال عقد عام 1930; فمن غير المعروف عن ديزني حقيقة حصوله على عشرة تماثيل لإنتاجه أفلاماً بصورة حقيقية (من بينها فيلمين طويلين)، فئة أفضل فيلم قصير بصورة حقيقية، أفضل فيلم وثائقي قصير، وأفضل فيلم وثائقي طويل. لم يحصل ديزني قط على جائزة أفضل فيلم طويل، على الرغم من أن فيلم ماري بوبينز كان ضمن الأفلام المرشحة قبل موت ديزني عام 1965. لاتوجد فئة أفضل فيلم رسوم متحركة طويل، فلم يتم وضع تلك الفئة قبل عام 2001، وبالتالي لم تفزأي من كلاسيكيات ديزني الطويلة بالتمثال باستثناء فيلمين: جائزة الأوسكار الفخرية لفيلم بياض الثلج عام 1939، وجائزة الأوسكار الفخرية لفيلم فانتازيا عام 1942.

### جائزة الأوسكار لأفضل فيلم رسوم متحركة قصير
- 1932 - أشجار وورود (1932).[154]
- 1934 - الخنازير الثلاثة (1933).
- 1935 - السلحفاة والأرنب البري (1934).
- 1936 - الثلاثة قطط الأيتام (1935).
- 1937 - ابن عم البلاد (1936).
- 1938 - الطاحونة القديمة (1937).
- 1939 - الثور فيرناندو (1938).
- 1940 - البطة القبيحة (1939).
- 1942 - مد بو (1941).
- 1943 - دير فورهور فيس (1942).[111]
- 1954 - بوق، صافرة، رن وازدهار (1953).[155]
- 1969 - ويني الدبدوب واليوم العاصف (1968).[156]

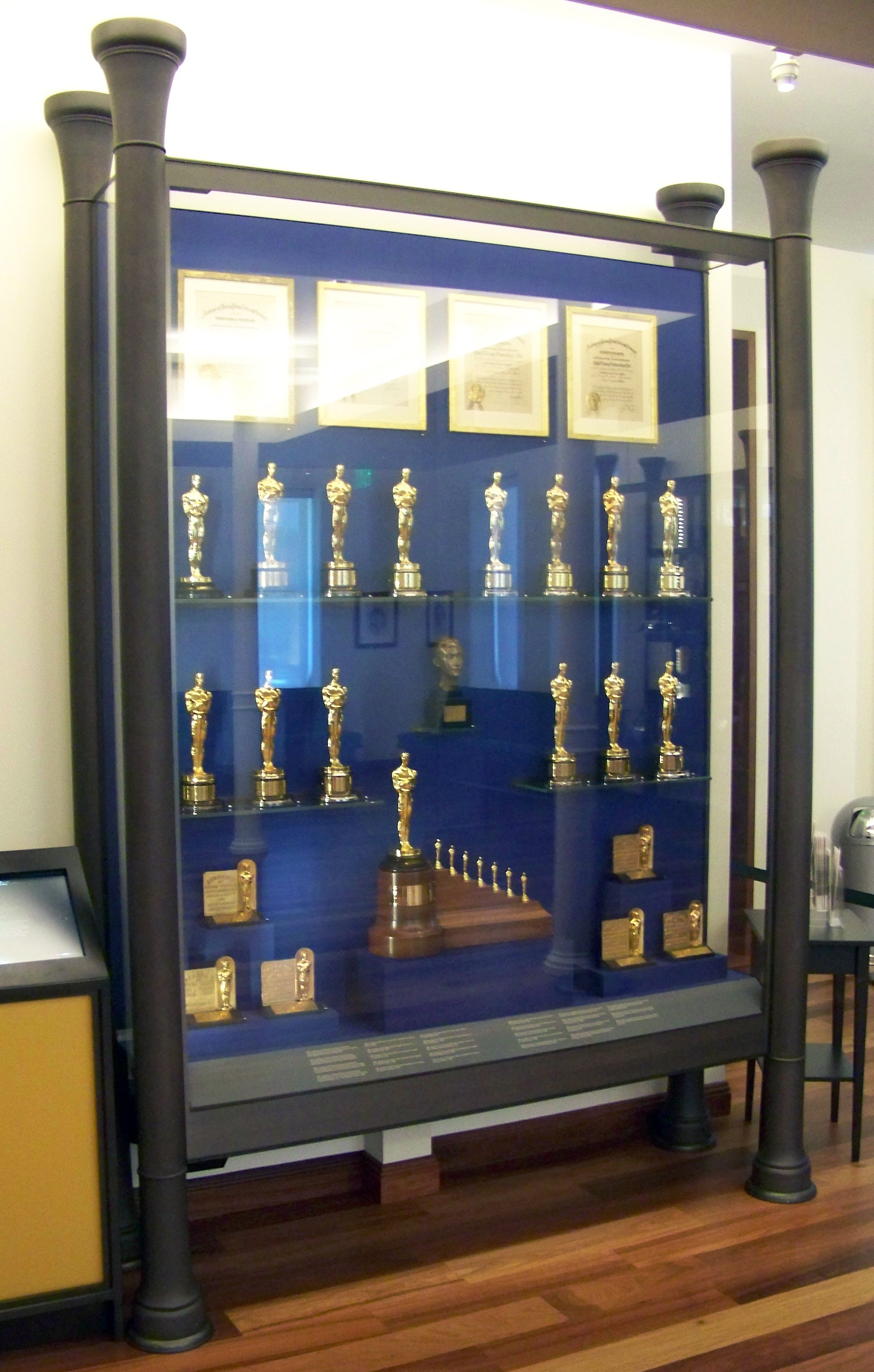
معرض للجوائز التي حصل عليها ديزني معروضاً في متحف عائلة والت ديزني في سان فرانسيسكو.

### جائزة الأوسكار لأفضل فيلم قصير بصور حقيقية
- 1949 - ختم الجزيرة (1948).
- 1951 - وادي سمور (1950).
- 1952 - نصف فدان من الطبيعة (1951).[157]
- 1953 - الطيور المائية (1952).
- 1954 - دب البلدة (1953).
- 1959 - الوادي الكبير (1958).[158]

### جائزة الأوسكار لأفضل فيلم وثائقي قصير
- 1954 - الاسكا الإسكيمو (1953).
- 1956 - الرجال ضد القطب الشمالي (1955).

### جائزة الأوسكار لأفضل فيلم وثائقي طويل
- 1954 - الصحراء الحية (1953).
- 1955 - البراري المتلاشية (1954).

### جوائز الأوسكار الفخرية
- 1932 عن ابتكاره لميكي ماوس.[88]
- 1939 عن فلة والأقزام السبعة. هذه المرة مُنِحُوا أيضاً، إلى جانب النحات المعتاد، ستٌ من المنمنات نفسها.[15]
- 1941 نصب تذكاري لإيرفينج ثالبيرج.
- 1942 لفيلم فانتازيا. تقاسمها مع ويليام جاريتي وجون هوكينز.[111]

## أنظر أيضا
- ميكي ماوس
- شركة والت ديزني
- الأمير والفقير (فيلم 1990)